# Lautaro (Chile)
Lautaro es una ciudad y comuna chilena de la Provincia de Cautín en la Región de la Araucanía, en la zona sur de Chile.
Limita al norte con Perquenco, Victoria y Curacautín; al sur con Temuco y Vilcún; al este con Curacautín y; al oeste con Galvarino y Temuco.
Integra junto a las comunas de Angol, Collipulli, Curacautín, Ercilla, Lonquimay, Los Sauces, Lumaco, Purén, Renaico, Traiguén y Victoria (de la Provincia de Malleco); Galvarino, Melipeuco, Perquenco y Vilcún (de la Provincia de Cautín); el Distrito Electoral N° 22 que elige a cuatro diputados. Así mismo pertenece a la XI Circunscripción Senatorial que comprende a la Región de la Araucanía que cuenta con cinco escaños en el Senado.
La ciudad de Lautaro está ubicada a 30 km al norte de Temuco y, según los datos del censo de 2017, cuenta con una población de 24.280 habitantes. Lautaro se sitúa en el sector central de la Región, se extiende desde el río Quillén y el río Cautín por el norte; los esteros Coilaco y Quintrilpe, los ríos Muco, Collín y Trueno por el sur; la línea imaginaria desde el río Cautín hasta el río Muco, y desde el río Muco hasta el río Trueno, por el este; el estero Valle Penco, Cerro quemado hasta el estero Coilaco, por el oeste.

## Toponimia
En 1882 se decide cambiar el nombre del fuerte de Aníbal Pinto a Lautaro en honor a este líder y estratega mapuche del siglo XVI, famoso por sus hazañas en la Guerra de Arauco. El nombre originalmente procede de Leftraru o Lautraru palabras compuestas en mapudungún que significan respectivamente "traro veloz" y "traro calvo".

## Historia

### Fundación
Luego de la fundación del Fuerte Quillen, se decidió seguir hacia el objetivo que era el Cautín avanzando hacia el sur.

Desmontó la caballería a una orden del Teniente General Pedro Cartes; se detuvo el gigantesco ciempiés de hombres, bestias y carretas. Reunión del Ministro y los Comandantes. A ellos se les unieron los ingenieros Teodoro Schmidt, Eugenio Poisson, y el Intendente de Ejército Matías Rioseco. Era necesario estar alerta; se había divisado una partida montada de mapuches. Recorrieron con la vista el vasto paraje; era hermoso y el día también; 18 de Febrero de 1881.  Estuvieron de acuerdo; era el sitio preciso; allí donde el borde era más alto empezó el desmonte del terreno.
Lautaro Cánovas Zurita

Luego de haberse establecido el punto de donde se encontraría el fuerte, se le bautizó como "Aníbal Pinto" en homenaje al entonces Presidente de la República, siendo fundado por el ministro del interior de aquella época Don Manuel Recabarren en plena ocupación de la Araucanía. Con alrededor de 40 hombres, se inició un desmonte con el objetivo de unir con un camino al Fuerte Quillen con el recién creado Fuerte Aníbal Pinto. 

El invierno de 1881 fue de trabajos y pesares para la tropa que fue instalada en el Fuerte Aníbal Pinto. Sin la tranquilidad necesaria por la ofensiva de las tribus mapuches y la estación inclemente, poco se pudo hacer. Faltaba el abastecimiento y abrigo, pero todo se pudo superar [...] Al despuntar la primavera comenzaron a llegar los primeros convoyes con familias que venían a instalarse junto al Fuerte, formadas especialmente por mujeres e hijos de los soldados, los que como era costumbre seguían a sus hombres a los lugares donde eran destinados [...]
A fines de 1882, el Fuerte ya llamado Lautaro se encontraba en pleno poblamiento, inclusive con el primer extranjero, un alemán llamado Ernesto Bergh, que construyó un ranchito cerca del emplazamiento militar. El gringo se instaló con un pequeño almacén, que pronto, con la tenacidad germana cobraría impulso y le serviría para instalarse al otro lado del río, con un molino.
Lautaro Cánovas Zurita

### De Fuerte a poblado
A partir de 1885, comienzan a llegar los primeros inmigrantes extranjeros a la comuna, tal como el primer suizo H. Reinike. En 1887 arriba el vasco Juan Recart D'ospital. En 1888 aparece Johanes Schneider quien se vincularía a la familia de Cristian Ackerknecht fundando una de las más prestigiosas familias agricultoras. Para 1889 ya se habían establecido en Lautaro con diversos oficios y comercios: Bautista Tihista, almacenero vasco; Hansen, almacenero danés; Julio Mansoulet, almacenero suizo e investigador autodidacta; Alexander Adam, Comisionado del Servicio de Colonización; Ignacio Fuenzalida, abogado y agricultor; Julián Voigt, dueño del molino que hasta 1998 estuvo en servicio junto al río al final de la calle Benjamín Vicuña; Baldomero Ewerts, curtidor; Teodoro Ellwanger, cervecero; etc.
Todos ellos enrolados por las Agencias de Colonización que funcionaban en Europa. De este modo, llegaron de distintos puntos de Europa en lo que se llama como colonización europea. Con la llegada de comerciantes y principalmente de colonos extranjeros, arribaron también los conocimientos técnicos de explotación y elaboración mejorando el panorama de la ciudad.
Para 1888 el Fuerte ya no era el centro de la actividad del poblado, sino que los movimientos se trasladaron hacia los almacenes junto al despeje y habilitación del terreno para la futura línea del ferrocarril. 
El gobierno del presidente José Manuel Balmaceda, con el objetivo de construir una red de ferrocarriles en Chile había contratado a la empresa norteamericana North and South American Construction Company. El tramo desde Victoria hasta Toltén fue cedido a la "comisión del Ferrocarril de Victoria a Toltén", así también los trabajos de Victoria a Temuco fueron subcontratados a la empresa Albarracín y Urrutia —empresa que involucra al exministro Tomás Albarracín y también a los hermanos Gregorio y Fidel Urrutia— dando paso así a una trascendental transformación en la economía y desarrollo del naciente pueblo.

### Creación de la I. Municipalidad
La guerra civil y sus efectos habían trastornado la realidad del país, aunque en provincias tan alejadas como estas recién formadas al sur de La Frontera, aún no existía una infraestructura administrativa como tal en pueblos como Lautaro.  
Mientras se seguía la construcción del ferrocarril, diversas autoridades pasaron por este pueblo, muchas de ellas militares, aunque cabe mencionar que paulatinamente estas fueron desplazadas por aquellas pertenecientes al mundo civil. Es así como el 22 de febrero de 1891 se crea la Ilustre Municipalidad de Lautaro, de manera que se daba un gran paso pues se desligaba de la dependencia de Temuco y por tanto ahora se debía aprovechar las oportunidades para impulsar la economía y el progreso. El documento que creaba la Municipalidad expresaba lo siguiente: 

Santiago. 22/2/1891 

En uso de la facultad que me concede el artículo 113 de la Constitución Política de la República i los artículos 1° i 2° del título de la lei de municipalidades de 22/2/1891, i oído el Consejo de Estado: 

Decreto: 

Art. 1° Créanse las siguientes Municipalidades: 

Lautaro: Su territorio será el de la subdelegación 3ª del mismo nombre del Departamento de Temuco, con los límites que señala el decreto del 1° de Septiembre de 1887. 

Subdelegación de Lautaro. Núm. 3 

Confinará al norte por el límite sur de las provincias de Malleco i Bio-Bio; al oriente por el límite de su provincia; al sur, por los ríos Cautín i Muco, i por una línea recta que, partiendo del nacimiento de este río, pasa por el Volcán Llaima hasta tocar el límite divisorio con la República Argentina; i al poniente por el deslinde oriente de la subdelegación núm. 2. 

Distrito Núm.1 Lautaro. Serán sus límites: por el norte i poniente, los de la Subdelegación; i por el sur i oriente el río Cautín. 

Distrito Núm. 2 Muco. Serán sus límites por el sur, oriente i norte, los de la Subdelegación; por el poniente; el río Cautín. 

Lautaro Cánovas Zurita

Aún siendo creada la municipalidad en 1891, no fue sino hasta 1894 que se pudieron realizar elecciones en la Subdelegación 3.ª Lautaro por problemas netamente burocráticos en Santiago.
| Cargo // Nombre | Cargo // Nombre    |
| --------------- | ------------------ |
| Primer Alcalde  | Rubén Bustos       |
| Segundo Alcalde | José L. Fuenzalida |
| Tercer Alcalde  | Ramón Jorquera     |
| Primer Regidor  | Domingo J. Vicuña  |
| Segundo Regidor | Narciso Calderón   |
| Tercer Regidor  | Santiago Beltrán   |
| Cuarto Regidor  | Exequiel Novoa     |
| Quinto Regidor  | Urbano Ortiz       |
| Sexto Regidor   | Lizardo Oñate      |

La primera sesión quedó fijada para el domingo 6 de mayo, pero por desacuerdos que se produjeron y que impidieron la instalación de la Municipalidad, se debió mover para el siguiente día, el lunes 7. Es así como el acta quedó plasmada incluso en el primer periódico impreso en Lautaro llamado El Lautaro, en la que finalmente se informó de la decisión de la asamblea eligiendo a tres alcaldes y siete regidores.
De esta manera quedó constituida la Municipalidad, designando el primer y último día de cada mes a las tres de la tarde para sesionar. Levantándose la reunión los vecinos de Temuco que habían venido a ver la constitución del municipio dieron las correspondientes felicitaciones y más tarde volvieron a su lugar de origen en el tren.
Más tarde, en 1907, Lautaro se convertiría en capital del Departamento de Llaima, segregado del Departamento de Temuco. Y en febrero de 1928 se constituiría el nuevo Departamento de Lautaro, del cual esta ciudad sería su capital.

### Cuerpo de Bomberos.
En 1907 y, luego de un gran incendio, los vecinos de la comuna vieron pertinente crear una compañía de bomberos. Es gracias a las gestiones y reuniones presididas por Guillermo Rahaussen, se crea el 24 de octubre de 1907, el Cuerpo de Bomberos de Lautaro teniendo actualmente 5 compañías.

### ElsigloXX, la época dorada
En el periodo que va de 1921 a 1950, Lautaro vivió una época de auge económico y cultural a causa de la industrialización que llevaron a cabo algunos de los inmigrantes europeos, aprovechando las materias primas de la zona. Algunos de los establecimientos industriales de ese periodo fueron: Curtiembre Rudloff, Hilandería Francisco Faesch, Jabonera de Carlos Wilhelm, Molino Grob y Cía, Fundición Dickinson, Curtiembre Vogt, Maestranza y Fundición Gillibrand y Cervecería Alemana.
Tal periodo de bonanza concluyó en la década de 1950, al aparecer nuevas tecnologías de producción que condujeron al cierre de esa clase de industrias. De este modo, el pueblo se sumió en una crisis económica hasta la década de 1960.

## Medio ambiente

### Geomorfología y componentes abióticos

Trazado simplificado de los ecosistemas y cuerpos de agua presentes en la comuna de Lautaro.

La comuna de Lautaro se encuentra emplazada en las unidades geomorfológicas de Llano central con morrenas y conos y Precordillera; y presenta según la clasificación climática de Köppen clima mediterráneo de lluvia invernal (Csb) y clima mediterráneo de lluvia invernal de altura (Csb (h)). Esta además se halla en la cuenca hidrográfica de río Imperial. Además, la comuna posee diversos cuerpos de agua, entre los que se destacan el río Cautín, río Collin, río Muco, río Peupeu, río Quillen y río Trueno.

### Componentes bióticos
Dentro del territorio de la comuna se pueden hallar los siguientes ecosistemas:
- Bosque caducifolio mediterráneo donde predominan Nothofagus obliqua y Persea lingue (en peligro crítico)
- Bosque caducifolio templado andino donde predominan Nothofagus alpina y Dasyphyllum diacanthoides (en peligro)
- Bosque caducifolio templado andino donde predominan Nothofagus alpina y Nothofagus dombeyi (vulnerable)
- Bosque caducifolio templado andino donde predominan Nothofagus pumilio y Araucaria araucana (vulnerable)
- Bosque caducifolio templado donde predominan Nothofagus obliqua y Laurelia sempervirens (en peligro)
- Bosque siempreverde templado andino donde predominan Nothofagus dombeyi y Gaultheria phillyreifolia (vulnerable)

### Medidas de protección ambiental y conflictos socioambientales
Hasta 2022, la comuna de Lautaro cuenta con las siguientes zonas que poseen algún nivel de protección ambiental:
- Araucarias (reserva biósfera)[14]
- Humedal Laguna Temuco (humedal urbano)[15]

## Administración

### Municipalidad
La Ilustre Municipalidad de Lautaro es dirigida por el alcalde (s) Ricardo Jaramillo Galindo, quien es acompañado por el honorable concejo municipal. Este concejo municipal está constituido por: 
Chile Vamos
- Aurelio Llanos Espinoza (RN)
- Germán Ortiz Erices (Ind./UDI)

Unidad Constituyente
- Mario Pérez Rebolledo (PDC)
- Michel Hauri Madariaga (PDC)
- Gastón Muñoz Riego (PS)

#### Salida de Raúl Schifferli (2016-2022)
Cabe destacar que desde la lectura de condena hacia el ex edil Raúl Schifferli Díaz, el concejo municipal entró en votaciones internas para elegir a un nuevo alcalde que ocupe el cargo durante el periodo que queda del mandato, asumiendo por el ex administrador municipal Marcelo Poveda Lavado.
El día 28 de octubre del 2022 y, luego de un proceso de votaciones en el concejo municipal, se eligió al concejal Ricardo Jaramillo Galindo (RN) como alcalde suplente (s) de la comuna de Lautaro durante el periodo restante 2022-2024.  
Actualmente el concejal Mario Pérez ingresó un requerimiento ante el Tribunal Electoral Regional para concretar la completa remoción del exalcalde Raúl Schifferli, y así convocar una elección que deje a un edil titular por el periodo restante antes de las elecciones municipales de 2024. 

### Representación parlamentaria
Asimismo, la comuna pertenece al  Distrito Electoral N° 22, el cual es representado en la Cámara de Diputados del Congreso Nacional por los parlamentarios Juan Carlos Beltrán Silva (RN), Jorge Rathgeb Schifferli (RN), Jorge Saffirio Espinoza (Demócratas) y Gloria Naveillán Arriagada (PRCh).
Además, como parte de la XI Circunscripción Araucanía, es representada en el Senado por los legisladores José García Ruminot (RN), Felipe Kast Sommerhoff (Evópoli), Carmen Gloria Aravena Acuña (PRCh), Francisco Huenchumilla Jaramillo (DC) y Jaime Quintana Leal (PPD).

## Economía
En 2018, la cantidad de empresas registradas en Lautaro fue de 604. El Índice de Complejidad Económica (ECI) en el mismo año fue de -0,12, mientras que las actividades económicas con mayor índice de Ventaja Comparativa Revelada (RCA) fueron Otras Explotaciones de Animales (117,28), Fabricación de Otros Productos de Madera, Artículos de Corcho, Paja y Materiales Trenzables (87,7) y Cría de Equinos Caballares y Mulares (55,67).

## Servicios públicos

### Educación
La comuna cuenta con tres establecimientos públicos de enseñanza media:
- Liceo Humanista-Científico Jorge Teillier Sandoval.
- Liceo Técnico-Profesional Ema Espinoza Correa.

Los dos primeros establecimientos educacionales de la comuna fueron fundados por los colonos europeos residentes y en la actualidad se encuentran cerrados:
- la Escuela Francesa, fundada en 1893, francófona y de religión católica, vinculada a la Alianza Francesa; y
- la Escuela Alemana, inaugurada en 1899, germanófona y de religión protestante.

## Cultura

Centro cultural de Lautaro.

La zona se ha caracterizado por ser un importante centro cultural de la región. Entre las figuras más destacadas resalta el poeta Jorge Teillier, nacido en Lautaro el 24 de junio de 1935. El poeta empieza dirigiendo la revista "Orfeo" y luego obtiene en Santiago el Premio "Gabriela Mistral". Durante su vida pública numerosos poemarios; "Para Ángeles y Gorriones" (1956), "El cielo cae con las hojas" (1958), "Los trenes de la noche", "Para un pueblo fantasma" y "Cartas para reinas de otras primaveras" son algunos de los más destacados. En 1992 obtiene el Premio Consejo Nacional del Libro por su obra "El molino y la higuera". En 1991 fue nombrado "Hijo benemérito" de Lautaro. Fallece en 1996 en Viña del Mar. La casa en que vivió en Lautaro fue declarada "Patrimonio Cultural" de la ciudad. Otros poetas relevantes de la comuna han sido Gabriel Barra, Luis Vulliamy, Samuel Donoso, Eduardo Gillibrand, Iván Teillier y Sergio Mellado, quienes junto a Jorge Teillier, conformaron la llamada "Cofradía de la República de Lautaro y Guacolda".

### We tripantu
We Tripantu (Año Nuevo Mapuche), actividad en que participan más de 30 comunidades indígenas del sector. Esta fiesta da inicio a un nuevo año para los mapuches, que es celebrado con comidas típicas y rogativas que tienen como propósito pedir que la próxima temporada sea abundante en alimentos y cosechas, y que la naturaleza esté protegida.

## Transporte

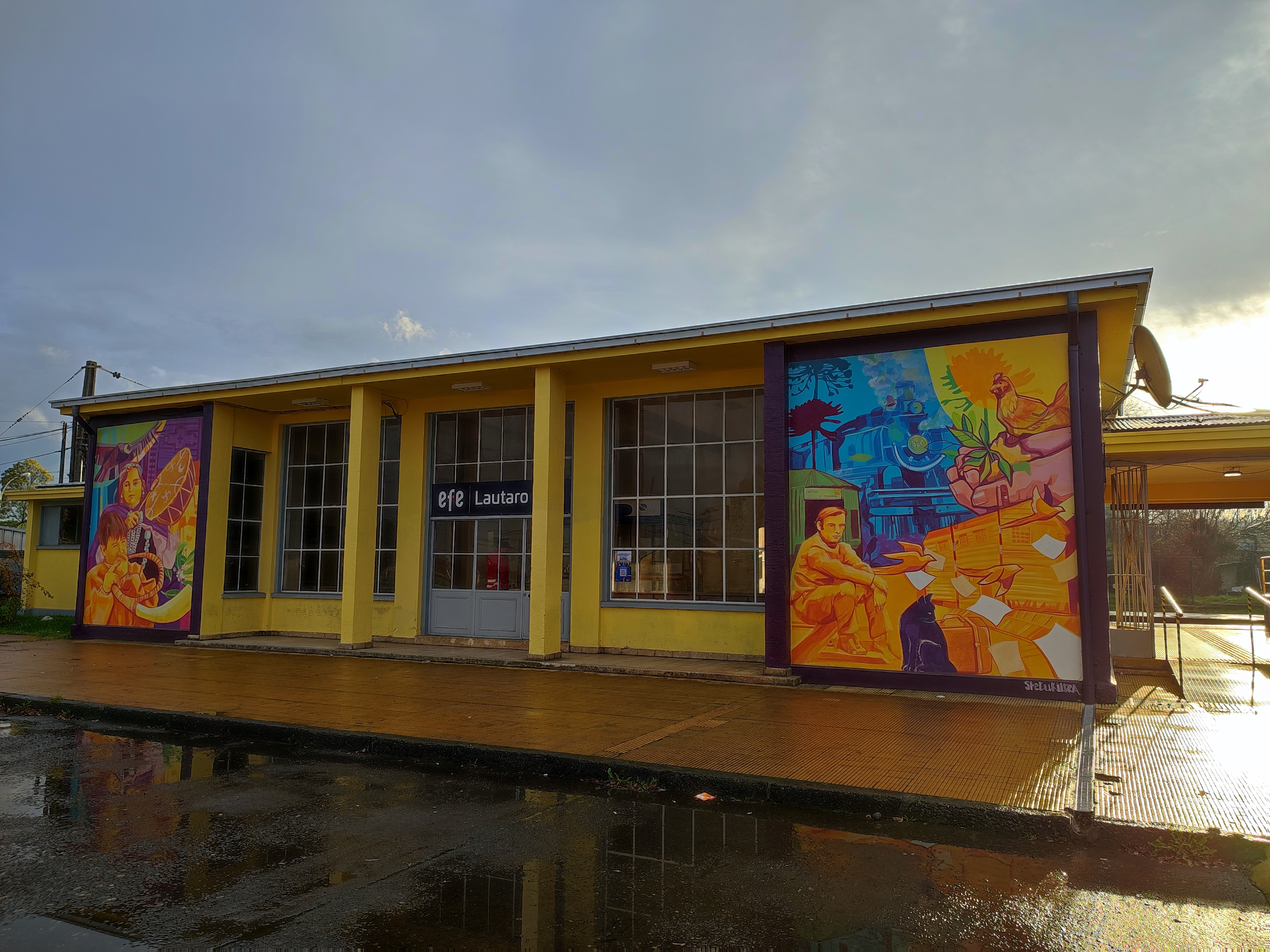
Estación de Ferrocarriles de Lautaro.

### Ferrocarril
En la comuna de Lautaro existen 3 estaciones. De norte a sur estas son Estación Lautaro, Estación Lautaro Centro y Estación Pillanlelbún; todas prestan servicios al tren Victoria-Temuco.

### Vías de acceso
La comuna de Lautaro se destaca por su ubicación en rutas clave. La principal es la Ruta Panamericana 5 Sur, que la cruza en dirección Norte-Sur, conectando con Victoria al norte y Temuco al sur. Otra ruta importante es la Ruta S-11-R, que une Lautaro con Curacautín. Además, tres caminos alternativos, la Colonia, Calle del Medio y Callejón Brasil, enlazan las áreas rurales con el centro de Lautaro, mejorando la conectividad en la comuna.

### Buses regionales e interurbanos
El Terminal Rodoviario de Lautaro se encuentra en la Avenida Ernesto Riquelme, y ofrece servicios de buses a varios destinos, incluyendo Santiago, Temuco, Chillán, Los Ángeles, Victoria, Collipulli, Panguipulli, Talca y Traiguén, con empresas como Pullman Bus, Turbus, Iguillaima, Transantin, Buses García y Buses Jet Sur.

## Medios de comunicación

### Radioemisoras

#### FM
- 89.7 MHz - Radio Mirador
- 95.1 MHz - Radio Edelweiss
- 97.3 MHz - Radio Lautarísima
- 100.1 MHz - Radio Nuevo Tiempo
- 104.3 MHz - Radio Universal

### Televisión

#### TDT
- 9.1 - Canal 13 HD
- 9.2 - T13 En Vivo
- 11.1 - Chilevisión HD
- 11.2 - UChile TV

#### Canales comunales
- 6 - USTV Televisión
- 16 - Lautaro Televisión